# 义和镇 (开州区)
义和镇，是中华人民共和国重庆市开州区下辖的一个乡镇级行政单位。

## 行政区划
义和镇下辖以下地区：
芦溪社区、太康村、义和村、相辞村、仁和村、农兴村、鱼龙村、双店村、兴业村和同治村。